# Amahl Pellegrino
Amahl William D'vaz Pellegrino (Drammen, 18 de junho de 1990) é um futebolista profissional norueguês que atua como ponta-esquerda. Atualmente, joga no Bodø/Glimt.

## Carreira
Revelado pelo Drammen FK, equipe de sua cidade natal, Pellegrino defendeu o Bærum entre 2012 e 2014, ano em que assinou com o Lillestrøm. Pelo LSK, foram 23 partidas (20 pela Eliteserien e 3 Copa da Noruega) e 3 gols (todos pela Copa).
Defendeu ainda o Mjøndalen por 3 temporadas (77 jogos e 30 gols no total), sendo contratado pelo Strømsgodset em 2018, onde atuou em 48 partidas oficiais e marcou 8 gols. Passou também por Kristiansund e Damac (Arábia Saudita) até 2021, assinando com o Bodø/Glimt, sagrando-se campeão norueguês no mesmo ano.

## Vida pessoal
Nascido em Drammen, Pellegrino possui ascendências italiana e tanzaniana.

## Títulos
Bodø/Glimt
- Eliteserien: 2021